# Demon (Six Flags Great America)
Ne doit pas être confondu avec Demon (California's Great America).
Pour les articles homonymes, voir Démon.
Demon est un parcours de montagnes russes assises en métal du parc Six Flags Great America, situé à Gurnee, dans l'Illinois, aux États-Unis. Initialement ouvertes sous le nom Turn of the Century avec une double vrille, deux loopings verticaux furent ajoutés pour la saison 1980, les rails furent peints en noir et l'attraction nommée Demon. Une attraction similaire, Demon, existe à California's Great America.

## Statistiques
- Éléments : Looping vertical haut de 21,3 mètres, looping vertical haut de 16,8 mètres, double vrille haute de 10,7 mètres
- Trains : trois trains de six wagons, les passagers sont placés deux par deux pour un total de 28 passagers par train.